# Leptonema pseudostigmosum
Leptonema pseudostigmosum is een schietmot uit de
familie Hydropsychidae. De soort komt voor in het Neotropisch gebied.